# Свере Фен
Свере Фен (на норвежки: Sverre Fehn) е норвежки архитект.

## Биография
Роден е на 14 август 1924 г. в Конгсберг, Бюскерю. Получава архитектурното си образование в Осло малко след края на Втората световна война. Бързо се превръща във водещия норвежки архитект на своето поколение.
През 1952 – 1953 г., докато пътува из Мароко, се запознава с традиционна архитектура, която оказва дълбоко въздействие върху бъдещата му работа. По-късно се премества в Париж, където в течение на две години работи в ателието на Жан Пруве и където се запознава с Льо Корбюзие. След завръщането си в Норвегия през 1954 г., той открива свое собствено студио.
На 34-годишна възраст Фен си спечелва световно признание с проекта на Норвежкия павилион за Световното изложение в Брюксел през 1958 г. През 60-те години той създава две сгради, които се превръщат в едни от най-значимите му постижения: Нордическия павилион на Венецианското биенале в Италия (1962) и музея „Хедмарк“ в Хамар (1967-1979).
Той преподава в Училището по архитектура в Осло от 1971 до 1995 г., както и в Художествената академия „Кранбрук“ в Блумфилд Хилс, Мичиган.
Умира на 23 февруари 2009 г. в Осло.

## Творчество
Свере Фен проектира над 100 сгради, но когато получава наградата „Прицкер“, са завършени само 11 от тях. Най-значимите му проекти са: Норвежкият павилион за Световното изложение в Брюксел, Белгия (1958), Нордическия павилион на Венецианското биенале в Италия (1962), Къща „Шрайнер“ в Осло (1963), Вила Норкьопинг в Швеция (1963-1964), Музей „Хедмарк“ в Хамар (1967-1979), Къща „Буск“ в Бамбъл (1990), Норвежки музей на ледниците във Ферланд (1991-2002), Център „Аукруст“ в Алвдал (1993-1996), Къща „Гилдендал“ в Осло (2007), Национален музей за изкуство, архитектура и дизайн в Осло (2003-2008).

## Галерия
- Вила Норкьопинг
- Централна зала на Къща „Гилдендал“ в Осло
- Норвежки музей на ледниците във Ферланд
- Норвежки музей на ледниците във Ферланд
- Музей „Хедмарк“ в Хамар
- Център „Аукруст“ в Алвдал
- Общ изглед към Център „Аукруст“ в Алвдал
- Национален музей за изкуство, архитектура и дизайн в Осло
- Национален музей за изкуство, архитектура и дизайн в Осло
- Библиотека „Бьолер“ в Осло